# Kwiejce Nowe
Kwiejce Nowe (do 31 grudnia 2013 Nowe Kwiejce) – wieś w Polsce, położona w województwie wielkopolskim, w powiecie czarnkowsko-trzcianeckim, w gminie Drawsko.
| SIMC    | Nazwa     | Rodzaj    |
| ------- | --------- | --------- |
| 0525889 | Przecznik | część wsi |
| 0525895 | Radęcin   | część wsi |
| 1016010 | Zieleniec | część wsi |

W latach 1975–1998 wieś administracyjnie należała do województwa pilskiego. 
W 2004 roku do Nowych Kwiejc została przyłączona wieś Zieleniec, która jest położona na przeciwległym brzegu jeziora Warasz.
Osada ma genezę olęderską. Została założona w 1742. Zabudowa jest z tego względu rozproszona, co było charakterystyczne dla Olędrów. Zieleniec powstał jako Grünthal w drodze uwłaszczenia chłopów w pierwszej połowie XIX wieku. Nocą z 12 na 13 sierpnia 1944 między Kwiejcami Nowymi a Pławiskami zrzucono radzieckich zwiadowców pod dowództwem kpt. Mikołaja Kasenki. Monitorowali oni ruch kolejowy na linii Poznań - Szczecin, nawiązali kontakt z lokalnymi strukturami AK, a rejon opuścili w październiku 1944. 